# Augustin Masovčić
Augustin Masovčić (11. května 1846 – 26. října 1899) byl rakouský právník a politik chorvatské národnosti z Dalmácie, v 2. polovině 19. století poslanec Říšské rady.

## Biografie
Působil jako poslanec Říšské rady (celostátního parlamentu Předlitavska), kam usedl ve volbách roku 1885 za kurii venkovských obcí v Dalmácii, obvod Šibenik, Knin atd. Mandát obhájil ve volbách roku 1891. Rezignace byla oznámena na schůzi 3. prosince 1891. Ve volebním období 1885–1891 se uvádí jako Dr. Augustin Masovčić, advokát, bytem Sinj.
Na Říšské radě se po volbách v roce 1885 uvádí jako člen konzervativního a federalistického Hohenwartova klubu. Ve stejném klubu zasedal i po volbách roku 1891.
Byl rovněž v letech 1876–1889 poslancem Dalmatského zemského sněmu.